# Labuhan Ratu (Pasir Sakti)
Labuhan Ratu is een bestuurslaag in het regentschap Lampung Timur van de provincie Lampung, Indonesië. Labuhan Ratu telt 4621 inwoners (volkstelling 2010).